# Vonkeveen
Vonkeveen (Engels: Tinworth ) is een dorp uit de zevendelige Harry Potter-boekenserie van de Britse schrijfster Joanne Rowling. Het dorp ligt in Cornwall, Engeland.
In Vonkeveen leven, sinds de ondertekening van het Internationale Statuut van Geheimhouding in 1689, tovenaarsfamilies samen met tolerante en soms met Waanzichtspreuken bewerkte Dreuzels.
De Schelp, het huis van Bill en Fleur Wemel na hun bruiloft in 1997, is een eindje buiten Vonkeveen gelegen.
In de tuin van De Schelp ligt het graf van Dobby de huiself. Harry heeft zelf het graf gegraven waar Dobby in ligt. Omdat hij een vrije Huis-elf was schreef hij met zijn toverstok op de grafsteen "Hier Rust Dobby, Een Vrije Elf".